# 古屋かほる
古屋かほる（ふるや かほる、1908年〈明治41年〉2月18日 - 2022年〈令和4年〉12月25日）は、静岡県伊豆の国市在住の日本の長寿の女性。
また、存命時は日本で巽フサに次いで2番目の長寿者であった。

## 来歴
1908年2月18日生まれ。 伊豆の国市の広報誌で、長寿の秘訣を聞かれた彼女は、「毎朝朝食を食べ、毎日果物とヨーグルトを食べ、体操をする」と答えた。2019年12月22日、静岡県最高齢者となる。2022年12月25日に死去。114歳没。